# Dan Hylander

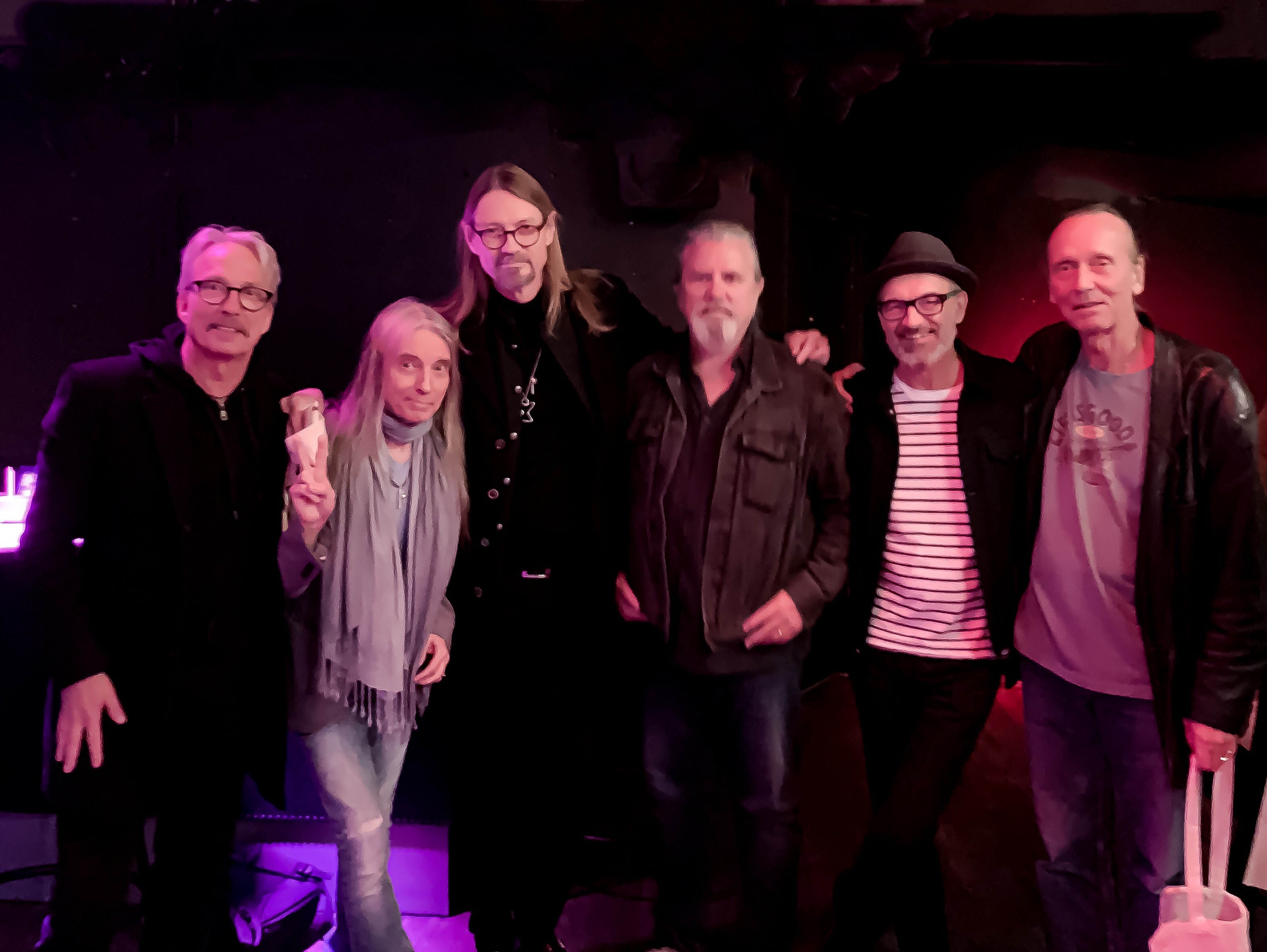
Dan Hylander och Raj Montana Band 2019.

Dan Owe Michael Hylander, född 21 juni 1954 i Malmö, är en svensk låtskrivare, sångare och gitarrist. Han har samarbetat bland annat med Py Bäckman och via duons gemensamma kompband Raj Montana Band. Det kommersiella genombrottet kom i början av 1980-talet. På senare år har han gjort solokarriär med nybildade kompband, förutom enstaka återföreningar av Raj Montana Band, såsom exempelvis skedde 2017.
Hylander fick 1984 Rockbjörnen som årets bästa manliga artist. Året innan hade han, Py Bäckman och Raj Montana Band belönats som bästa svenska band. Åren 2007–2015 har Dan Hylander till stor del varit bosatt i Bolivia med sin familj, men återvände i början av 2016 till Sverige.

## Biografi

### 1960- och 1970-talen
Hylander debuterade redan år 1962 som tomtenisse i Julkalendern Storskogens tomtefamilj. Under 1970-talet bildade han rockgruppen Raj Montana Band som kom att utveckla sig till hans och Py Bäckmans gemensamma kompband. Han medverkade 1977 till bildandet av skivbolaget Amalthea.
1978 släpptes debutalbumet Raj Montana Band, som blev en stor kritikerframgång vilket också gällde för uppföljaren Döende oskuld. Den senare innehöll bland annat sånger som "Höst", numera klassisk i hans repertoar, samt Mikael Wiehes översättning av Bob Dylans "Percy's Song" – "Min älskade stod inför rätten idag".

### 1980-talet
Den första stora kommersiella framgången kom med albumet September 1981, innehållande sånger som "Farväl till Katalonien" och "Solregn", den senare tillägnad den avlidne amerikanske musikern Lowell George. Året därpå fick han sin första guldskiva för albumet Bella notte, en liveskiva innehållande mestadels nya sånger. Däribland titelspåret och singeln "I minnen". 1983 kom nästa guldskiva med Calypso, innehållande sånger som "Vykort, vykort", "21/3" och "Vildrosor och tistlar"'.
Nästa album, ...om änglar o sjakaler (1984), blev hans hittills största framgång och första platinaskiva. "Skuggor i skymningen" och "Svart kaffe" var även stora singelhits. Samma år turnerade han och Py med Raj Montana Band inför rekordpubliker i folkparker och ishallar. Redan 1983 hade de bestämt sig för att splittra bandet efter turnéerna 1984, vilket också blev fallet. Med på dessa avslutningsturnéer var även, som körsångerskor, Anne-Lie Rydé och Tove Naess. De fyra avslutningskonserterna på Göta Lejon och Stockholms Konserthus dokumenterades av Sveriges Television och på dubbelalbumet Tele-Gram Långt Farväl.
Hylander medverkade också 1985 på ANC-galan mot apartheid, tillsammans med den dåvarande svenska rockeliten och ett tillfälligt återförenat Raj Montana Band. Året därpå turnerade han i Zambia och Zimbabwe med bland annat Peps Persson och Py Bäckman.
1986 startade han sitt nya kompband Kosmonaut och släppte albumet Kung av onsdag, som visserligen sålde mindre än föregående studioalbum men likväl blev en guldskiva. Singeln "Älskade främling" låg även på Sommartoppen. Med nästa skiva, Cafe Sorgenfri (1988), påbörjade Hylander ett artistiskt nytänkande som resulterade i lysande recensioner men minskad publik framgång. Trots en mindre hit med singelspåret "Bara en man" blev albumet hans första som inte sålde guld sedan 1981. Samma öde drabbade 1990 Lycklig måne, som dock delvis var en återgång till ett mera klassiskt rockformat. Låten "Varje gång hon går förbi" har dock genom åren blivit en stor favorit i Hylanders liverepertoar.

### 1990-talet
1991 kontrakterades Hylander av Sony som släppte samlingsalbumet Deja vu - stänk och souvenirer. Denna innehöll bland annat tre nyinspelade spår med Raj Montana Band, däribland Hylanders översättning av Bob Dylans "My Back Pages" kallad "Jag var mycket äldre då (än någonsin igen)".

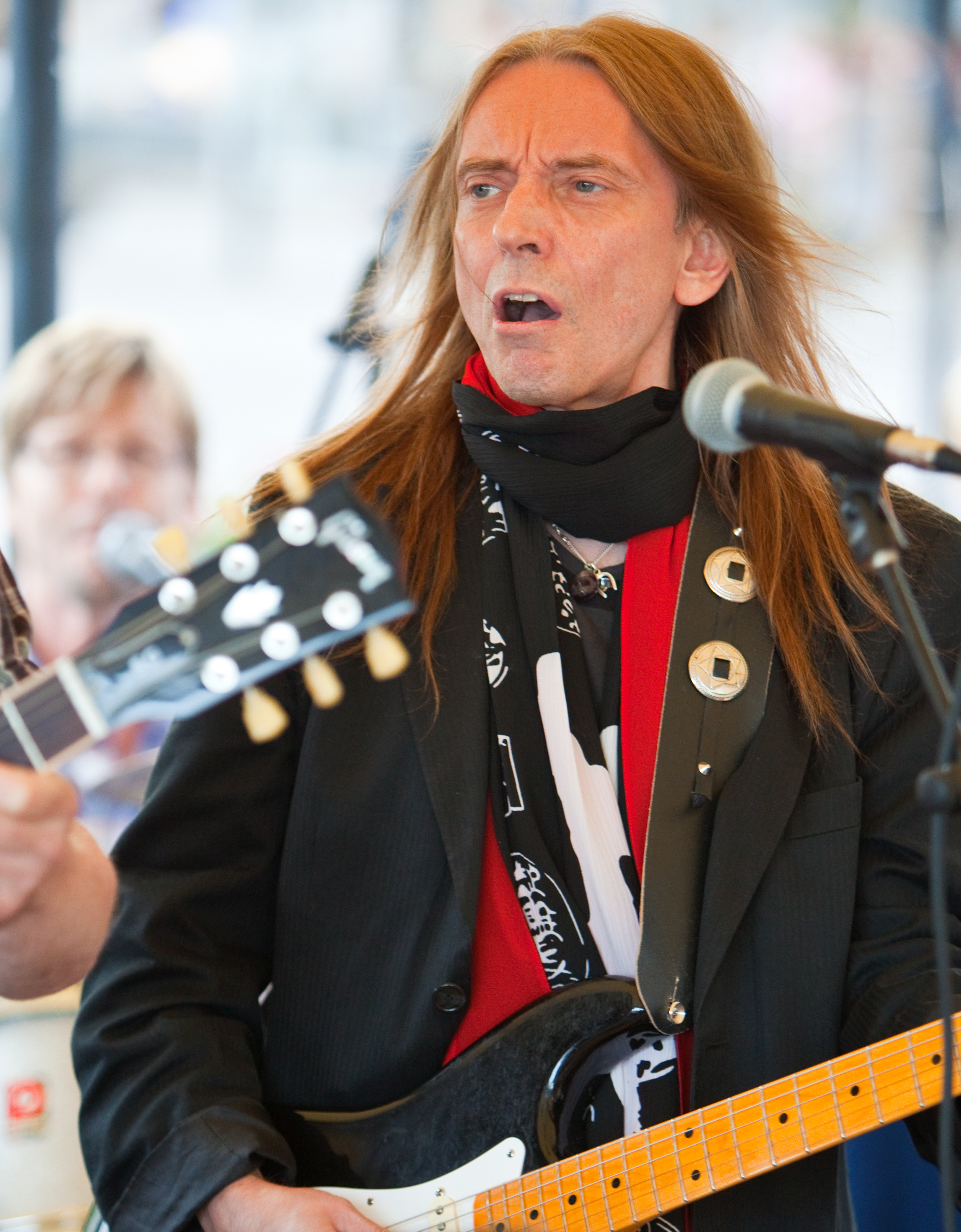
Dan Hylander på Winbergs Vaxholm 2012.

1992 presenterades så storproduktionen Kejsaren är naken, som var ett stort avsteg från hans tidigare alster. Albumet var betydligt mindre rockigt och visade på influenser från Steely Dan, Joni Mitchell och Keith Jarrett. Den blev också hans sämst säljande skiva sedan debuten. Trots en viss omvärdering på senare år framstår den fortfarande som överambitiös. "Mamma tro mig" finns dock fortfarande kvar i Hylanders konsertrepertoar och har vuxit ut till ett nummer där bandmusikerna tillåts att improvisera fritt.
1994 släpptes den betydligt mera avskalade Dan Hylander, som var en återgång till hans traditionella melodier och harmonik. Den sålde dock inte bra nog för att övertyga Sony om att förnya hans skivkontrakt.
Under senare delen av 1990-talet övergick Hylander med stor framgång till att skriva musik åt och producera andra artister. Totta Näslund hade startat ett soloprojekt och Hylander producerade och skrev låtarna på dennes första album Totta, och senare även flera av låtarna på Totta 2, Totta 3 och Totta 4 (Duetterna). Den senare innehöll duetter med bland andra Marie Fredriksson, Sanne Salomonsen, Jenny Silver (Öhlund), Louise Hoffsten, Sharon Dyall och Kajsa Grytt. Samtliga dessa album producerade han själv.
1997 återförenades Raj Montana Band tillfälligt. Det blev en turné och ett samlingsalbum med ett antal nya låtar.
På Tomas Ledins skiva Med vidöppna fönster från 2004 är låtarna skrivna och producerade av Dan Hylander och Tomas Ledin tillsammans. Dessutom har han producerat skivor åt bland andra Billy Bremner från Rockpile och Sylvia Vrethammar. Som låtskrivare har hans sånger framförts och/eller spelats in av artister som Thorsten Flinck, Totta Näslund, Kal P Dal, Sven-Ingvars, Tomas Ledin, Larz-Kristerz, Christina Lindberg, Niels Jensen och Björn Skifs.

### 2000-talet
2007 lämnade Hylander med familj Sverige och flyttade till Riberalta i nordöstra Bolivia, varifrån de återvände till Stockholm i början av 2016. Han var dock delvis verksam i Sverige under denna period.
Hösten 2009 satte Dan Hylander samman sitt första band på drygt 20 år – bandnamn: Orkester – och turnerade flitigt och framgångsrikt. Den 16 mars 2011 släpptes skivan Den försenade mannen som CD och vinyl och nådde plats 4 på svenska försäljningslistan. Detta var hans bästa listplacering sedan "Kung av onsdag" 1986. Albumet var hans första i eget namn på 17 år.
I november 2011 kompletterades inspelningarna till live-CD/DVD:n Förscenad som sedan släpptes 21 mars 2012.
Under en period 2015-17 jobbade Dan också i konstellationen RRH som i början bestod av honom, Mikael Rickfors och Mats Ronander. Under det sista året ersattes Ronander av Pugh Rogefeldt.
Efter återkomsten från Sydamerika bildade Hylander ett nytt band tillsammans med bl.a. David Carlson och Ola Johansson från Raj Montana. Tillsammans gjorde de albumet Kan själv som innehöll Dans egna tolkningar av sånger han skrivit åt andra. Skivan blev efterhand en framgång på Spotify och är Hylanders mest streamade förutom hitsen från 80-talet, och blev upptakten till en permanent återförening av Raj Montana Band. 
2017-2018 gjorde de ett par bejublade konserter  och genomförde våren och sommaren 2019 en turné  med ett par låtar från den nya skivan Indigo, finansierad genom musiktjänsten Pledgemusic. Albumet släpptes i april 2019 och gick direkt in som etta på den fysiska försäljningslistan. Med strömning och nerladdningar inräknade låg den som bäst på fjärde plats. Hösten 2019 turnerar Hylander med föreställningen Woodstock50, en helaftonskonsert som firar femtioårsjubileet av Woodstockfestivalen. De andra artisterna som medverkar är Mikael Rickfors, Mats Ronander, Py Bäckman, Conny Bloom, Clas Yngström, LaGaylia Frazier och Janne Åström.
Parallellt med detta framträder Hylander med sin akustiska trio där han blandar musik med det talade ordet. Anekdoter, skämt och åsikter blandas med sånger och improviserade delar. Stämsången är central.

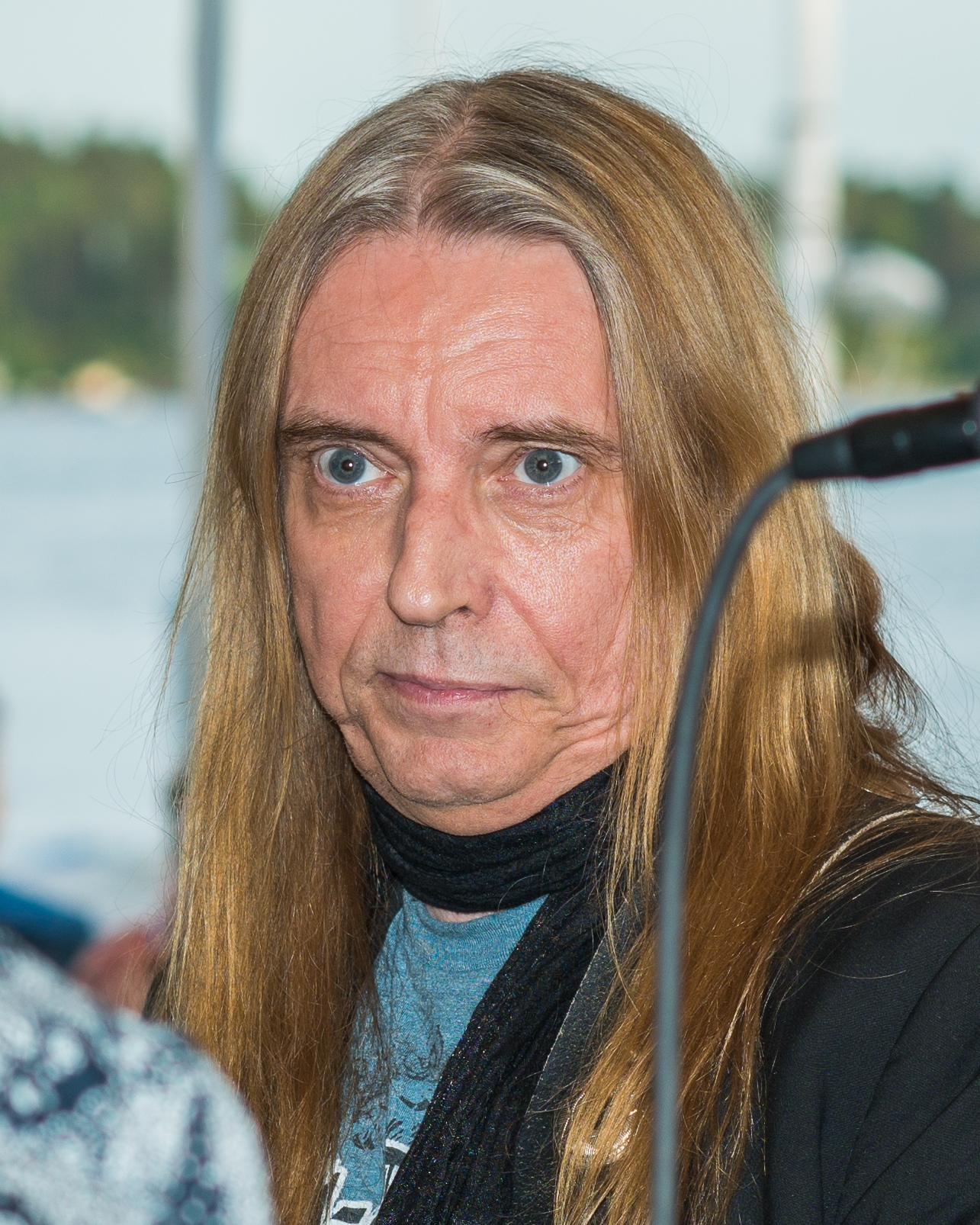
Dan Hylander i Vaxholm 2014

## Stil och utmärkelser
Som textförfattare använde Dan Hylander till en början aldrig rim. Han ändrade dock detta i och med albumet Kejsaren är naken 1992.
Dan Hylander, Py Bäckman & Raj Montana Band fick en Rockbjörn som bästa svenska band 1983. Dan Hylander fick en Rockbjörn som bästa manliga artist 1984.

## Bandmedlemmar och musikersamarbeten

### Medlemmar i Dan Hylander &Raj Montana Band
Fasta musiker i Raj Montana Band under 1980-1984, återföreningen 1997 och återföreningen 2017- har varit:
- Pelle Alsing - Trummor (1980-1985)
- Clarence Öfwerman - Klaviatur (1980-1985)
- David Carlson - Gitarr (1980 - 1985)
- Ola Johansson - Bas (1981-1985)
- Hasse Olsson - Hammondorgel och klaviatur (1980-1985)

### Övriga musiker
Musiker som medverkat och/eller som varit medlemmar under kortare perioder
- Mats Ronander, gästar med munspel, gitarrer och kör på de flesta av Dan och Raj Montana bands skivor.
- Åke Sundqvist, slagverk på alla skivor av Dan och Raj Montana Band från 1980 till slutet 1985, var sedermera trummis i Dans projekt Kosmonaut och Dansband.
- Mats "Mackan" Englund, bas på första uppsättningen av Raj Montana Band, stand-in för Ola Johansson under parkturnén 1984, är sedermera basist i första uppsättningen av Dans projekt Kosmonaut 1986.
- Sam Bengtsson, bas på skivan September från 1981
- Peter Milefors, trummor, stand-in för Pelle Alsing 1982, på liveskivan Bella Notte
- Tove Naess, körar under turnén för Om änglar och sjakaler
- Anne-Lie Rydé, körar under turnén för Om änglar och sjakaler
- Jan-Eric "Fjellis" Fjellström, gitarr i en tidig uppsättning av Raj Montana Band
- Håkan Nyberg, trummor i en tidig uppsättning av Raj Montana Band
- Nisse "bas" Persson spelar bas på Döende Oskuld.
- Leif Lindvall (trumpet), Glen Myerscough (tenorsax), Agneta Olsson, (kör), Johan Stengård (altsax), på skivan Calypso
- Bland artister som sjungit kör på Hylanders skivor märks bland andra
- Tomas Ledin, Tommy Nilsson, Tommy Körberg, Mats Ronander, Mikael Rickfors, Basse Wickman, Lisa Nilsson, Sös Fenger, Caroline Henderson
- Eva Dahlgren, Anne-Lie Rydé och givetvis främst Py Bäckman

### Medlemmar i Dan Hylander & Orkester
- Dan Hylander – Sång & gitarr
- Janne Bark – Gitarr & kör
- Johan Hängsel – Trummor, percussion & kör
- Tomas Pettersson – Klaviatur & kör
- Bobby Djordjevic – Bas & kör
- Jannike Stenlund – Fiol, munspel & kör

## Diskografi (Dan Hylander)

### Album
- Raj Montana Band, 1978
- Döende oskuld, 1979
- September, 1981
- Bella Notte, 1982
- Calypso, 1983
- ...om änglar o sjakaler, 1984
- Tele-Gram Långt Farväl (live), 1985
- Kung av onsdag, 1986
- Cafe Sorgenfri, 1988
- Samlad värk 1977-1988 (samling), 1989
- Lycklig måne, 1990
- Deja vu - stänk och souvenirer (samling med tre nya låtar), 1991
- Kejsaren är naken, 1992
- Dan Hylander, 1994
- Hits! 1980-97, 1997 (samling med Py Bäckman, fyra nya låtar)
- Klassiker, 2007 (samling, dubbel CD)
- Den försenade mannen, 2011
- Förscenad, 2012 (live CD/DVD)
- Kan själv, 2016
- Indigo, 2019

### Singlar
- Dalit Panther / Cell-liv, 1977
- Solregn / Farväl Till Katalonien, 1981
- I minnen, 1982
- 21/3, 1983
- Kristall, 1983
- Jag lever, 1983
- Vild är den längtan / Stilla, 1983
- Skuggor i skymningen, 1984
- Svindlande Höjder Eller Jakten På Den Försvunna Skatten, 1984
- Svart kaffe, 1984
- Babels torn, 1985
- Älskade främling, 1986
- Det Ljuva Livet, 1986
- Du Har Vingar, 1986
- Jag Har Charm!, 1987
- 554832, 1987
- Bara En Man, 1988
- Och Skeppen Går, 1988
- Mitt I Livet, 1990
- Viskningar Blev Rop, 1990
- Varje Gång Hon Går Förbi, 1990
- Déjà Vu, 1991
- Din Man Kommer Hem, 1991
- Kärlek Förlåter O Förstår, 1992
- Mamma Tro Mej, 1992
- Hå, Hå Ja, 1992
- Långt Under Stjärnorna, 1993
- Mark Dollar O Yen, 1994
- Ett Brinnande Hjärta (Ge Aldrig Upp), 1997
- Du är det vackraste, 2010
- Förr var det värre än nu, 2011
- Det vet bara jag, 2016
- Aldrig sluta drömma, 2018
- Du gamla du fria, 2019
- Alla har rätt, 2019
- Stjärnstoff, vilda barn, 2020
- Stjärnorna i natt, 2020
- Ville bara säga dig, 2022